# Kościół św. Trójcy w Marcinkach
Kościół Świętej Trójcy w Marcinkach – rzymskokatolicki kościół filialny należący do parafii Najświętszego Serca Pana Jezusa i Wszystkich Świętych w Mąkoszycach (dekanat Syców diecezji kaliskiej).

## Historia
Jest to świątynia wzniesiona w latach 1801–1803. Remontowana była w latach 1930 i 1975.

## Architektura
Budowla jest drewniana, jednonawowa, wybudowana została w  konstrukcji zrębowej. Świątynia jest  orientowana, wzniesiona została na kamienno-ceglanej podmurówce. Jej prezbiterium jest mniejsze w stosunku do nawy, zamknięte jest prostokątnie, z boku jest umieszczona zakrystia. Z boku nawy znajduje się kruchta. Od frontu jest umieszczona niska wieża, wzniesiona w konstrukcji słupowej, w przyziemiu wieży znajduje się kruchta. Ściany wieży są lekko pochylone ku górze, wieżę zwieńcza dach namiotowy pokryty blachą. Świątynię nakrywa dach dwukalenicowy, pokryty gontem. W centralnej części jest umieszczona drewniana, okrągła wieżyczka na sygnaturkę, nakryta blaszanym, cebulastym dachem hełmowym i latarnią. Wnętrze nakryte jest płaskim stropem. Chór muzyczny jest ozdobiony balustradą tralkową. Na nim znajduje się pozytyw z pierwszej ćwierci XIX wieku. Belka tęczowa  posiada dekorację snycerską oraz Grupę Ukrzyżowania z 2 połowy XVIII wieku. Częściowo zachowała się polichromia w stylu barokowo – ludowym powstała około 1830 roku. Polichromia przedstawia Matkę Boską z postaciami Ewangelistów, Świętą Trójcą i symbolami: Oko Opatrzności, Kielich z Hostią, Krzyż z Kotwicą. Ołtarz główny w stylu późnorenesansowym  powstał w 1 połowie XVII wieku i jest ozdobiony rzeźbą w stylu późnogotyckim Matki Bożej z początku XVI wieku.